# Kanton Val d'Adour-Rustan-Madiranais
Val d'Adour-Rustan-Madiranais is een kanton van het Franse departement Hautes-Pyrénées. Het kanton maakt deel uit van het arrondissement Tarbes.

In 2019 telde het 11.906 inwoners.

Het kanton werd gevormd ingevolge het decreet van 25 februari 2014 met uitwerking op 22 maart 2015, met Maubourguet als hoofdplaats.

## Gemeenten
Het kanton omvat alle 43 gemeenten van de opgeheven kantons Rabastens-de-Bigorre, Maubourguet en Castelnau-Rivière-Basse, namelijk: 
- Ansost
- Auriébat
- Barbachen
- Bazillac
- Bouilh-Devant
- Buzon
- Castelnau-Rivière-Basse
- Caussade-Rivière
- Escondeaux
- Estirac
- Gensac
- Hagedet
- Hères
- Labatut-Rivière
- Lacassagne
- Lafitole
- Lahitte-Toupière
- Laméac
- Larreule
- Lascazères
- Lescurry
- Liac
- Madiran
- Mansan
- Maubourguet
- Mingot
- Monfaucon
- Moumoulous
- Peyrun
- Rabastens-de-Bigorre
- Saint-Lanne
- Saint-Sever-de-Rustan
- Sarriac-Bigorre
- Sauveterre
- Ségalas
- Sénac
- Sombrun
- Soublecause
- Tostat
- Trouley-Labarthe
- Ugnouas
- Vidouze
- Villefranque